# Cratere Windfall
Windfall  è un cratere sulla superficie di Marte.